# Horquilla de replicación
Una horquilla de replicación es la coyuntura entre dos cadenas de ADN cuando éste se está autoduplicando. En cada una de ellas (hablando de las hebras homólogas) se realiza la cadena contraria para contar con la doble información genética al aproximarse la división celular.
En la horquilla de replicación cada una de las cadenas de ADN sirven como molde para la síntesis del nuevo ADN. La doble hélice en la región de la horquilla de replicación es desenrollada gracias a un sistema enzimático (topoisomerasas).
Las cadenas adoptadas parentales son antiparalelas y trans (una transcurre en dirección 5´→ 3´ y la otra de 3´→5´), por tanto la replicación puede ser continua sólo en la cadena 5'→ 3´, para sintetizar una cadena que corre de 3' → 5´. En cambio en la cadena que corre de 3' → 5', la nueva cadena de ADN tendría que correr de 3´→ 5´, lo cual va en contra, para solventar este problema, la cadena que se sintetiza en dirección 3´→ 5´ se replica en pequeños fragmentos en dirección contraria a la dirección de apertura del ADN; estos fragmentos son conocidos como fragmentos de Okazaki, en honor a sus descubridores. La enzima encargada de la síntesis del ADN es la ADN-polimerasa.
- Datos: Q2289104